# کد منبع

کد منبع یک برنامه ساده به زبان سی که جمله hello word را چاپ میکند.

کد منبع یا کد مبدأ (به انگلیسی: Source code)، یا به طور ساده کد، مجموعه متنی با یا بدون توضیح از دستورهای برنامه به زبانی سطح بالا، سطح میانی یا پایین که قابل خواندن برای کاربر است که رایانه نمی تواند مستقیماً آن را بخواند.
هر برنامهٔ رایانه‌ای به یکی از زبان‌های برنامه‌نویسی (مانند پایتون، جاوا، سی++ و….) نوشته شده است که متن این برنامه‌ها ممکن است چند خط یا میلیون‌ها خط داشته باشد. به متن این برنامه‌ها کد منبع، معادل به کار رفته توسط شورای عالی انفورماتیک به جای Source code در انگلیسی است، می‌گویند. معمولاً برای سادگی به جای کد منبع از کد استفاده می‌شود. کد  شامل مواردی همچون تعریف متغیرها، دستورها، توابع، حلقه‌ها، و دیگر عباراتی می‌شود که به برنامه می‌گوید چگونه باید عمل کند. همچنین برنامه‌نویسان ممکن است در کدشان، توضیحاتی در مورد بخشی از کد نیز بنویسند.
برنامه‌های کوتاه‌تر ممکن است تنها یک پرونده‌ی کد منبع داشته باشند در حالی که برنامه‌های بزرگ‌تر ممکن است ارجاع‌هایی به صدها یا حتی هزاران پرونده داشته باشند.